# Dějiny cukrářství v Česku

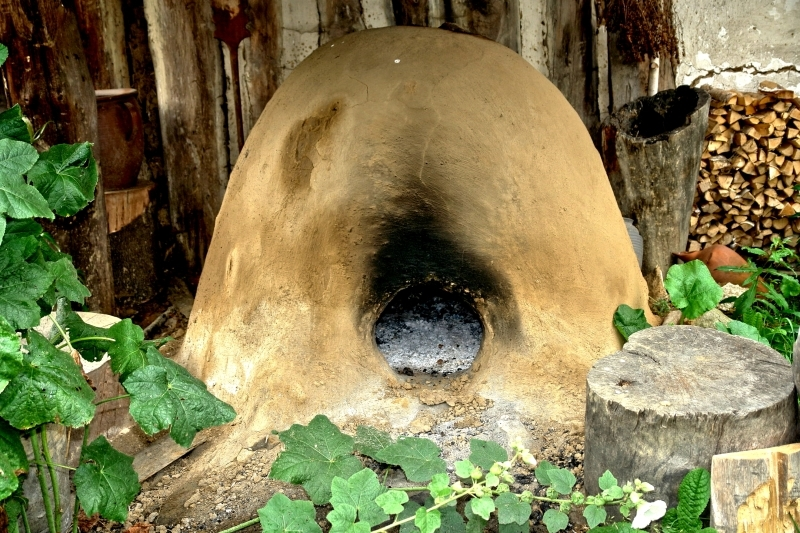
Rekonstrukce středověké pece

Počátky cukrářství a perníkářství v Čechách jsou řádně historicky doloženy. Až do středověku se v Čechách jen peklo jen z nejzákladnějších surovin a primitivními postupy. Teprve rozvoj dvorské společnosti a měšťanstva vedl k poptávce po luxusnějších výrobcích. Takové cukrářské a perníkářské výrobky se v Čechách nejspíš nevyráběly, ale dostávaly se k nám z některých evropských zemí, kde byla již jejich výroba rozvinutá. Nicméně k doložení tohoto tvrzení není dost písemných historických pramenů. Když se v českých městech začali usazovat cizinci, kteří sem přinesli výrobu sladkého pečiva, byly položeny základy cukrářské a perníkářské výroby. Byli to odborníci zejména z Itálie, Německa a z Francie. Teprve potom se začaly rozvíjet řemeslné perníkářské a cukrářské obory také na českém území. Následně se připojovali čeští řemeslníci, kteří se naučili sladké výrobky péci.

## Cukrářství a perníkářství v Evropě
Sladké pečivo si lidé začali vyrábět později než chléb. Jistě je však znali již ve starověké době.
Sladké pečivo se vyrábělo individuálně a také primitivními postupy. Když se začalo používat speciální koření a další přísady, zlepšila se sice kvalita pečiva, ale vzhledem ceně dováženého koření se značně snížila dostupnost těchto výrobků pro širokou veřejnost. Bylo tak dostupné zejména vrchnosti, šlechtě a bohatým měšťanům. Jedním z druhů sladkého pečiva byl také perník.

### Výroba perníku v Evropě
Tradičně se perník vyráběl v hanzovních městech jako symbol jejich úspěchu a kontaktu se světem. Vzhledem k ceně koření, jímž se perníkové těsto ochucovalo, byl perník velkým luxusem. Z hanzovních měst byl často exportován do vnitrozemí. Tradice výroby perníku do dnešních dnů přetrvala v Brémách, Mnichově, Norimberku, Amsterdamu, Lutychu, Klaipėdě, Gdaňsku či Toruni.

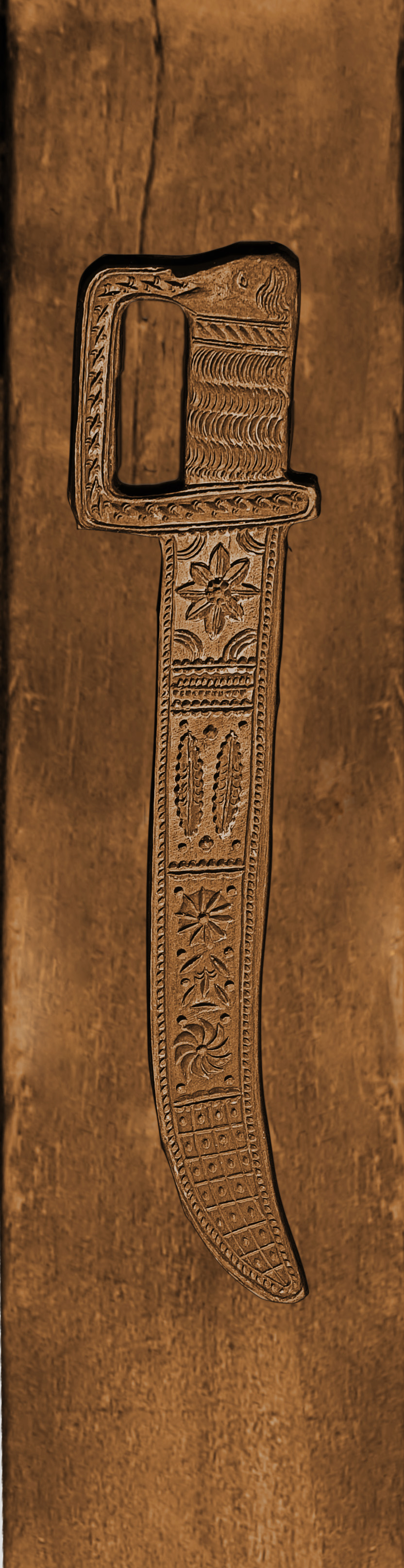
Dřevěná forma na vytlačování perníku

## Rozvoj cukrářství a perníkářství v Čechách
V české historii nemáme mnoho písemných pramenů o řemesle perníkářském a cukrářském, ale jistě toto řemeslo sahá hluboko do české historie. Nejspíše se vyrábělo medové a sladké pečivo již ve středověku. Výroba byla určitě primitivní a dodávky směřovaly zejména do šlechtických dvorů a na stoly bohatých měšťanských domácností. Vyrábělo se v malých množstvích a primitivními postupy. Později, když se konzumace rozšířila také mezi lid, chopili se příležitosti jednotlivci, kteří začali již používat dokonalejší postupy.

### Pekaři
Předpokládá se, že sladké pečivo původně vyráběli pekařští řemeslníci.

### Cukráři
Teprve později se z nich a z pekařských živností vytvořily živnosti cukrářů a perníkářů. Ještě později vznikl samostatný cech cukrářů a samostatný cech perníkářů. Válečné doby značně narušovaly rozvoj těchto řemesel. Cechy zanikaly a bylo třeba v pozdější době zakládat nové.

### Perníkáři
Do Prahy přišli první perníkáři nejspíše z Norimberka před rokem 1524. Říkalo se jim caletníci. Řemeslníci to byli vážení a soustředovali se v Celetné ulici na Starém Městě. První typy perníků byly placky a caltičky.
První zmínky o prodeji perníku v Čechách z roku 1335 zmiňují prodej posvícenských perníků o svátcích v Turnově. V Brně je zmínka o dvou výrobcích perníku z roku 1343. Při malém počtu perníkářských mistrů se nedařilo založit samostatný cech. Proto se přidružovali k silnějšímu cechu pekařů. Podobně se k pekařům připojovali také kobližníci, mazanečníci, koláčníci a caletníci.
Někteří perníkáři vtlačovali perníkové těsto do hliněných formiček z pálené hlíny. Teprve později se začaly vyrábět a používat formy dřevěné. Perníkářské formy bývaly umělecky vyřezávané a k jejich výrobě bylo užíváno hruškové dřevo, nebo dřevo třešňové, švestkové, či bukové. Některé perníkářské formy byly zhotoveny i z lipového dřeva. Ještě později se začalo vyválené těsto vykrajovat do různých tvarů. Povrch takových vykrájených perníků býval zdobený různými polevami, někdy i nalepovanými obrázky a podobně.

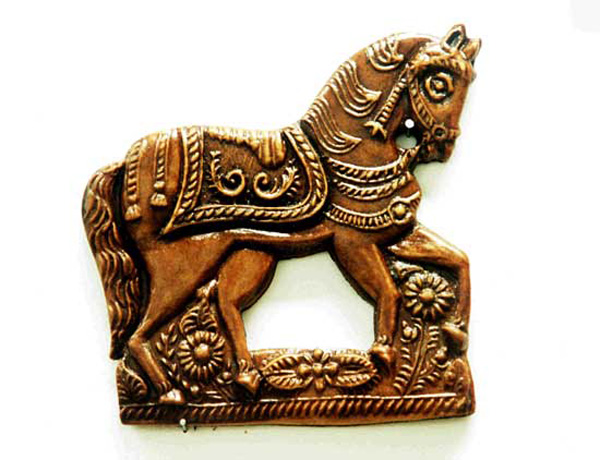
Staročeský vytlačovaný perník

### Konfetáři (konfektáři)
Mimo perníkářů začali pracovat v hlavním městě Praze od 15. století konfetáři, kteří dělali z ovoce, mouky a cukru konfety. Bylo jich poskrovnu, protože jim konkurovali cukráři a apatykáři.

## Perníkáři, cukráři a apatykáři v období od 16. a 17. století
Za husitských válek se počet perníkářů  hodně snížil a teprve okolo roku 1526 až 1620 vstoupilo do měšťanského stavu dvacet perníkářů z toho téměř všichni Češi. Cukráři byli často Němci, Italové a Francouzi, kteří se někdy počeštili. Příliv těchto řemeslníků závisel hlavně na požadavcích vznikajících na královském dvoře.
Protože perníkáři jako hlavní suroviny používali včelí med, bylo jim povoleno vyrábět ze vosku svíce a další předměty. V roce 1585 byl znám cukrář Blažej Welfnar u sv. Martina ve Zdi. Připomíná se Václav Kumpán 1544. Zmiňovány jsou ženy cukrátky Uršila 1545 a Kateřina 1541.

### Mikuláš Zelender
Největší pražský cukrář byl v roce 1613 Mikuláš Zelender. Jeho zákazníky byli významné osobnosti jako Tycho Brahe, Václav ze Šternberka, Oldřich Lobkovic a jiní. Jako císařský dvorní cukrář pracoval v roce 1578 Joachim Kraus malostranský občan.

### Cukrářský cech v Praze
Cukrářský cech byl v Praze asi od počátku 17. století.

### Zánik cukrářských a perníkářských cechů
V období po bitvě na Bíle Hoře postihl také cukráře špatný úděl, ostatně jako vždy ve válečné době. Mnozí Češi byli z Prahy vyhnáni a řemeslo velmi utrpělo. V té době zanikly i cukrářské a perníkářské cechy. Zbylí cukráři a perníkáři byli zahrnuti do společného cechu s pekaři.

### Obnova cukrářského a perníkářského cechu ( 1724 )
Samostatné cechy cukrářský a perníkářský založil pražský perníkář Mikoláš Škoda až v roce 1724. Třicet let vedl nezištně a organizoval tento cech.jak uvádí Josef Reiman v kalendáři. Známá je výroba perníku na Pardubicku.
V 18. století dochází k vrcholnému rozvoji perníkářského řemesla. Mistři perníkáři bohatli, stoupala jejich společenská vážnost a často se podíleli na vedení měst.

## Cukrářství a perníkářství (1918)
Po rozpadu Rakousko-Uherska a vzniku Československé republiky nastává nárůst a rozvoj cukrářských a perníkářských živností. Počty cukrářů v Čechách, na Moravě i ve Slezsku rychle rostou. Obyvatelstvo si chce užít po předchozích obtížích se zásobováním potravinami za 1. světové války, kdy potravin bylo na trhu nedostatek. Po období nouze lidé s oblibou konzumují sladkosti a cukrovinky.

### Velká hospodářská krize (1929)
Slibný rozvoj řemesel a profesí je narušen příchodem hospodářské krize. Jak se na území Čech střídala období válečná s obdobími klidu a rozvoje, tak se i rozvíjelo cukrářské řemeslo. Ve značné konkurenci cukrářských závodů mnozí méně úspěšní cukráři museli své živnosti ukončit. Naproti tomu vynikající cukrářští mistři a zdatní podnikatelé se na trhu udrželi. Své zákazníky a významné odběratele pro svůj sortiment zboží nalezli. Cukrářské závody, které byly rozvinuté a dostatečně silné, krizi překonaly. Využili následující konjunktury, zmodernizovali výrobu, rozšířili nabídku výrobků a zlepšili také interiéry svých cukráren. Předchozí praxe cukrářů spojená s inovativním přístupem jak k zákazníkům, tak ke své produkci byla důležitá pro podnikatelský úspěch.

### Vznik moderní cukrářské tradice
Někteří proslavení cukráři, povýšili cukrářské řemeslo na vyšší gastronomickou i uměleckou úroveň. Vytvořili tím tradici moderního cukrářského oboru. Věnovali se nejen rozvoji cukrářských závodů, pracovali na rozvoji cukrářských odborných společenstev a pečovali současně o zvyšování kvalifikace cukrářských učňů a tovaryšů. Mezi takové cukráře patřili na příklad Antonín Berger, František Myšák, Karel Juliš, Jaroslav Dejmal, Josef Štafl a další. Cukrářských firem a výrobců cukrovinek bylo mnoho. Tí, kteří chtěli obstát ve velké konkurenci se snažili přízpůsobit své výrobny, cukrárny i vyráběný sortiment podle vzoru úspěšných podnikatelů. Modernizovat dílenské a cukrárenské vybavení. Využívat nové cukrářské receptury a postupy. Zúčastňovali se na odborných cukrářských soutěžích kde vítězili a úspěšně pak exportovali své zboží na zahraniční trh.

## Velkovýrobci sortimentu čokolády a cukrovinek
Současně vznikla též tradice velkých výrobců. Albína a František Maršnerovi založili roku 1891 První českou továrnu na orientální cukrovinky a v sortimentu byly i šumivé bonbony. Továrna byla postavena v Praze na Vinohradech. Brzy rozšířila výrobní sortiment o čokoládové cukrovinky. Zpracovávala dokonce 10 % kakaových bobů dodávaných do celého Rakousko-Uherska. Od roku 1914 začala používat název Orion. Meziválečný rozmach vedl k rozšíření sortimentu o různé oplatky, bonbony a další. Oblíbené byly čokoládové tyčinky. Historie této továrny byla ukončena v roce 1952 po znárodnění. Výroba se pak přestěhovala do Modřan do bývalého podniku Rudolfa Pachla (RUPA). V novém národním podniku Pražské čokoládovny se později vyrábělo 50 % produkce čokoládového zboží v Československu. Roku 1992 byl závod Orion převeden na akciovou společnost a pak pod koncern Nestlé. Později byla výroba přenesena jinam a historie této továrny byla demolicí ukončena.
V Olomouci vznikla roku 1898 společnost s omezeným ručením, která zahájila cukrářskou výrobu v pronajatých prostorách Občanské záložny. Později její výrobky dostaly název Zora. V roce 1910 byla postavena nová tovární budova a vzniká Akciová továrna na cukrovinky. Zora úspěšně působila na trhu. Zejména byla známá výrobou dutých figurek. V současnosti do olomoucké továrny byla přesunuta obchodní značka Orion. Kromě továrny Zora v Olomouci vznikaly i další cukrářské závody jako Deutsch-Olfedo, Toko a další. Některé firmy dodávaly své výrobky nejen na tuzemský trh, ale mnohé exportovaly své výrobky do světa. V řadě dalších měst se vyráběl tradiční a oblíbený sortiment zboží, např. v Brně, Opavě, Pardubicích, Kutné Hoře, Štramberku, Hořicích a mnoha dalších.

## Cukrářský a perníkářský obor v letech 1939–1989
Cukráři i perníkáři se museli během 2. světové války vyrovnat s mnoha obtížemi, nedostatkem surovin i úředním zavíráním živností. Dalším hrubým zásahem do cukrářské profese bylo po roce 1948 znárodnění cukrářských závodů, jejich likvidace a převedení do národních podniků. Chyběly kvalitní výchozí suroviny a musely se využívat různé náhražky, Výborné jméno a povědomí o kvalitě českého cukrářství ve světě se stalo minulostí.
Teprve po převratu v roce 1989 se řada odborníků i nadšenců pokouší obnovit cukrárny a zaujmout specifickým sortimentem zboží. Je obtížné konkurovat velkovýrobcům.